# Powstanie wielkopolskie (1794)
Powstanie wielkopolskie 1794 roku – powstanie przeciw Prusom, które wybuchło na terenie II zaboru, obejmując następnie również I zabór, związane z insurekcją kościuszkowską.

## Tło historyczne
Na terenie zaboru pruskiego pierwszą grupą ówczesnego społeczeństwa, która zaczęła wyrażać niezadowolenie z powodu nowej władzy, było mieszczaństwo. Przyczyną było natychmiastowe zlikwidowanie przez feudalne Prusy przywilejów, które nadała temu stanowi Konstytucja 3 maja.
Państwo pruskie postanowiło oprzeć swą władzę na wcielonych właśnie ziemiach na szlachcie. W tym celu pozostawiono królewszczyzny w rękach dotychczasowych właścicieli i wydano wiele deklaracji zapewniających szlachtę o jej wpływie na los kraju. Jednak silnie rozbudowany aparat biurokratyczny, w którym wyższe stanowiska zarezerwowane były dla Niemców, sprawił, że obietnicy tej nigdy nie zrealizowano. Czarę goryczy dopełniło wprowadzenie wysokich podatków (np. od dóbr kościelnych sięgały one 50%).
Chłopi przez pewien czas pozostawali obojętni na politykę. Zabór nie zmienił nic w ich sytuacji, nadal pozostawali w jurysdykcji feudalnej szlachty. W dniu 8 maja 1793 król Fryderyk Wilhelm II wydał patent nadający chłopom z Prus Południowych, jak w Prusach określano Wielkopolskę i Kujawy, bezpieczeństwo osoby i własności oraz przeniósł zwierzchność nad nimi z właścicieli ziemskich na justycjonariuszy zatwierdzanych przez rejencje. Chłopi odebrali ten akt jako zniesienie wszelkiej władzy pańszczyźnianej, co wywołało rozruchy, które zostały krwawo stłumione przez pruską armię. Wydarzenia te w znacznym stopniu wpłynęły negatywnie na stosunek tej warstwy do pruskich władz.

## Plany powstania
Pierwotny plan Najwyższego Naczelnika Siły Zbrojnej Narodowej Tadeusza Kościuszki zakładał, że insurekcja będzie skierowana przeciw Prusom. Wysłał on na teren Prus Południowych wielu emisariuszy mających przygotować powstanie. W pierwszej kolejności miał być zdobyty Piotrków Trybunalski, w którym znajdował się sztab gen. Moellendorffa, następnie miała być opanowana Wielkopolska, skąd miał ruszyć atak w kierunku wschodnim.
W tym czasie rosyjski generał Ingelström wydał polecenie zredukowania o połowę stanu liczebnego polskiego wojska na terenie jeszcze niezajętym przez państwa zaborcze, przy jednoczesnym poborze do armii rosyjskiej. Rozkaz ten wywołał bunt 1 Wielkopolskiej Brygady Kawalerii Narodowej pod komendą brygadiera Antoniego Madalińskiego, która odmówiwszy rozbrojenia ruszyła z Ostrołęki w kierunku Warszawy. W ten sposób rozpoczęło się powstanie przeciw Imperium Rosyjskiemu. Prusy starały się początkowo nie angażować w konflikt, pomimo że większość żołnierzy tej brygady stanowili Wielkopolanie, a więc zgodnie z ustaleniami między mocarstwami, poddani Fryderyka Wilhelma. Poza tym trasa marszu Madalińskiego wiodła przez tereny pod panowaniem Prus (Mławę, Wyszogród, Sochaczew). W tym samym czasie w zaborze pruskim wybuchły zamieszki krwawo stłumione przez siły policyjne.
Niezaplanowany wybuch powstania zmusił dowódców do zmiany planów. Obecnie najważniejszym celem było pokonanie wojsk rosyjskich, zaś powstanie w Wielkopolsce zostało przesunięte na dalszy plan. Nie chcąc zaogniać napiętych stosunków z Fryderykiem, nakazano mieszkańcom zaboru powrót do Prus Południowych, jednak nakaz ten został zignorowany. Co więcej, zaczęły powstawać odrębne oddziały Wielkopolskie i Kujawskie w ramach armii powstańczej.
Sytuacja zmieniła się diametralnie, gdy w czasie bitwy pod Szczekocinami armia pruska oficjalnie wystąpiła u boku Rosjan. Cztery dni po tym wydarzeniu, 10 czerwca 1794, Kościuszko wydał okólnik, w którym wezwał do rozszerzenia nastrojów powstańczych na terenach zajętych zarówno przez Rosję, jak i Prusy, zaś 12 czerwca Rada Najwyższa Narodowa wydała proklamację Do obywatelów prowincji Wielkopolskiej, wzywającą do formowania oddziałów powstańczych i podporządkowania się polskim władzom. Mimo to silne garnizony stacjonujące w Prusach Południowych uniemożliwiły wybuch otwartych walk. Zamiast tego organizowano dezercję żołnierzy pochodzenia polskiego z armii pruskiej.

## Wybuch powstania i pierwsze walki
Akcję zbrojną umożliwiło dopiero przystąpienie przez Prusaków do oblężenia Warszawy. Wówczas w Prusach Południowych pozostało jedynie 8 000 żołnierzy, których wzmocniono w sierpniu jedynie dalszymi 1500 ludźmi, a władzom powstańczym zależało na wybuchu walk na tyłach pruskiej armii, co miało odciągnąć ją od stolicy.
Walki wybuchły w nocy z 20 na 21 sierpnia, gdy starosta prusinowski zebrał w Śmiłowicach 50-osobowy oddział kujawskiej szlachty, na czele którego stanął Mniewski. Tej nocy ta mała grupa powstańców zdobyła Brześć Kujawski. Drugi oddział pod dowództwem kanonika Jezierskiego rozpoczął walki we Włocławku. Następnego dnia przybył mu z pomocą oddział Mniewskiego, który zdobył ważny transport amunicji przeznaczony dla armii oblegającej Warszawę. Polacy zabrali tyle ładunku, ile byli w stanie unieść, podczas gdy resztę (większość) zatopiono w Wiśle.
Po tym sukcesie kujawscy powstańcy zorganizowali punkt zborny w Radziejowie, a także pospolite ruszenie i obowiązkowy pobór rekrutów (po jednym na każde pięć chat) na opanowanych terenach.
W tym samym momencie rozpoczęło się również powstanie w województwie poznańskim, jednak większe oddziały zaczęto formować dopiero 21 sierpnia. W okolicach Jutrosina powstał oddział dowodzony przez Franciszka Budziszewskiego, zaś w okolicy Książa Wielkopolskiego oddział Jana Taroniego. Obie grupy połączyły się pod Śremem, w którym zdobyły pruski magazyn. Nowo powstały oddział liczył 600 powstańców, którzy pod Rąbiniem podpisali oficjalny akt przystąpienia do powstania przeciw Prusom. Powołano wówczas komisję porządkową i sąd kryminalny, a na dowódcę w województwie powołano Józefa Niemojewskiego, którego obwołano generałem. Oddział powstańczy wyruszył 26 sierpnia z Rąbinia do Śmigla, a następnie do Racotu i Lwówka Wielkopolskiego. Grupa, która pozostała w Racocie starła się pod Kościanem z pruską piechotą, jednak potyczka pozostała nierozstrzygnięta. Osobny oddział powstał w Mórkowie koło Leszna, jednak ta złożona głównie z kosynierów grupa została rozbita podczas niezabezpieczonego postoju przez pruskich huzarów. Inny kilkusetosobowy oddział sformowano w Grodzisku Wielkopolskim. Mniejsze grupy powstańców działały w Rawiczu, Czempiniu, Babimoście, Międzyrzeczu, Nowym Mieście, Brójcach, Rakoniewicach i Wolsztynie.
W województwie gnieźnieńskim Polacy szybko opanowali stolicę, tworząc w niej ośrodek administracji, zarówno cywilnej, jak i wojskowej. Zaprzysiężono w nim oddział liczący 1000 żołnierzy. W tym rejonie działał też oddział dowodzony przez Mękawskiego, który zdobył Kostrzyn, a także grupa kosynierów z Wągrowca. Pomimo dużej liczebności oddział stacjonujący w Gnieźnie – wskutek niesnasek w dowództwie – wycofał się z miasta, które zostało zdobyte przez wysłany z Poznania oddział płk. Diethera. W walce poległo jedynie dwóch kosynierów, którzy pozostali w Gnieźnie na warcie i odmówili kapitulacji. Po wycofaniu się Prusaków miasto ponownie zajęli Polacy. Z rąk do rąk przechodził również Sieradz. Nieco później walki wybuchły na ziemi wieluńskiej. Walki też trwały w województwie kaliskim.
Ogólnie powstanie wybuchło w sposób zsynchronizowany, lecz jego poważnym mankamentem był brak naczelnego dowództwa. Szybkie postępy Polaków wywołały panikę w pruskiej administracji cywilnej, jednak nieliczne oddziały wojskowe zachowały dyscyplinę i skupiły się w większych garnizonach, głównie w Poznaniu i Toruniu, gdzie przygotowano obronę.

## Pruska odpowiedź
Chcąc stłumić powstanie, Fryderyk Wilhelm rozkazał 29 sierpnia wydzielić z wojsk oblegających Warszawę oddział złożony z batalionu fizylierów oraz szwadronu jazdy skompletowanego z żołnierzy pułków dowodzonych przez Trencka, Czetteritza oraz księcia Ludwika Wirtemberskiego. Na czele tej grupy stanął pochodzący z Węgier płk Johann Friedrich Székely. Miał on maszerować przez Sochaczew do Gniezna, pacyfikując Wielkopolskę. Ten słynący z brutalności oficer miał za zadanie utopić bunt we krwi, jednak od wykonywania doraźnych wyroków powstrzymywało go wzięcie przez powstańców za zakładników wielu wysokich urzędników. W tym samym czasie Gniezno miał zaatakować oddział wysłany z Poznania, a także maszerujący przez Leszno i Kościan oddział gen. Mannsteina. Plan ataku z trzech stron nie powiódł się, ponieważ płk Székely musiał skręcić na Kujawy, aby umożliwić zaopatrywanie armii oblegającej Warszawę.
Trudności w zaopatrzeniu oraz powstanie na tyłach armii zmusiły króla Prus do odstąpienia od oblężenia stolicy, co miało miejsce w nocy z 5 na 6 września. Odwrót oznaczał przybycie do Prus Południowych nowych oddziałów pod dowództwem gen. Schwerina, który objął komendę nad całą armią pruską w prowincji.

## Wyprawa korpusu generała Dąbrowskiego
Odstąpienie wojsk pruskich od Warszawy i ich przejście do Wielkopolski, gdzie nadal brakowało jednolitego dowództwa, sprawiły, że Kościuszko uznał, iż należy wysłać tam korpus w celu prowadzenia akcji dywersyjnych, mających na celu dalsze wiązanie Prusaków, a przede wszystkim objęcie oddziałów jedną komendą.
Odpowiedni rozkaz wydano 9 września, choć prawdopodobnie wyznaczony do tej misji gen. Jan Henryk Dąbrowski wiedział o nim znacznie wcześniej, gdyż skompletował swój korpus już w dniu następnym. W jego skład weszły: 7 Brygada Kawalerii Narodowej pod bezpośrednią komendą Dąbrowskiego, 1 Brygada Małopolska dowodzona przez Józefa Rzewuskiego, batalion strzelców płk. Michała Sokolnickiego, 4 oraz 13 regiment piechoty liniowej oraz po 6 dział sześciofuntowych i trzyfuntowych. Komisarzem do spraw cywilnych mianowano zaś Józefa Wybickiego. Później korpus wzmocniono batalionem pierwszego regimentu piechoty, złożonego z samych rekrutów, oraz dwoma działami sześciofuntowymi i dwoma trzyfuntowymi. Ogółem było to około 3100 żołnierzy i 16 dział. Punktem zbornym była Dębina koło Nowego Dworu Mazowieckiego. 14 września dołączył gen. Antoni Józef Madaliński.
Pomimo odstąpienia od oblężenia Warszawy, Prusacy nadal blokowali do niej dostęp od północy i północnego zachodu, aby więc dostać się do Prus Południowych niepostrzeżenie, Dąbrowski postanowił pomaszerować na Kamion n. Bzurą i Gąbin, gdzie znajdowała się luka między zgrupowaniami generałów Schönfelda i Frankenberga. Pod Kamionem k. Wyszogrodu korpus niespostrzeżenie sforsował Bzurę, kiedy jednak zajęto Gąbin, Prusacy zorientowali się w celu akcji. Trasą przypuszczalnego dalszego marszu, z Kalisza do Koła, maszerowało zgrupowanie gen. Schwerina, zaś z Wyszogrodu tyły Polaków miał zaatakować gen. Günther. Dąbrowski w tym czasie zajął Kłodawę, a następnie ruszył w stronę Koła bronionego przez powstańców. Na wieść o marszu armii pruskiej, obrońcy Koła zaczęli uciekać, więc Dąbrowski chcąc uniknąć zajęcia miasta przez gen. Schwerina, wysłał tam oddział pod dowództwem gen. Franciszka Rymkiewicza, który miał zatrzymać powstańców w mieście i zorganizować obronę. Schwerin dowiedziawszy się, że do Koła dotarła regularna armia polska, zrezygnował z ataku i ruszył na Pyzdry. Dąbrowski tymczasem dotarł do Koła, gdzie dołączyły do niego oddziały powstańcze powiększając korpus do 7 000 żołnierzy (pomimo dużej liczebności powstańcy nie zwiększyli zbytnio siły bojowej zgrupowania, głównie ze względu na niedostateczną karność).
Następnie korpus Dąbrowskiego ruszył na Słupcę i dalej na Gniezno, gdzie dotarł 27 września. W tym czasie pruscy generałowie uznali, że głównym celem jest Poznań, podczas gdy Dąbrowski będąc jeszcze w Gnieźnie zdawał sobie sprawę, że bez posiłków nie jest w stanie zdobyć stolicy regionu. Postanowił więc rozbić oddział płk. Székelyego, który stacjonował wówczas pod Inowrocławiem. Aby utwierdzić dowództwo pruskie w przekonaniu o celu ataku, Dąbrowski wysłał w okolice Poznania dwa szwadrony kawalerii pod komendą mjr. Stanisława Bielamowskiego. Obawiając się tego ataku Prusacy, poza Székelym, wstrzymali wszelkie akcje zaczepne przygotowując obronę, jednak wycofanie się korpusu ks. Józefa Poniatowskiego znad Bzury zerwało łączność Dąbrowskiego z resztą polskiej armii.
Dąbrowski, aby zrealizować swój plan, podzielił korpus na trzy kolumny: prawa, złożona z brygady Madalińskiego, 100 strzelców i 2 dział miała ruszyć przez Trzemeszno, Mogilno, Inowrocław do Łabiszyna. Środkowa, złożona z reszty regularnych oddziałów, pod dowództwem Dąbrowskiego miała przejść z Gniezna do Rogowa, Żnina i dalej do Łabiszyna, zaś lewa, złożona z oddziałów powstańczych pod komendą Józefa Lipskiego miała przez Kłecko i Żnin również dotrzeć do Łabiszyna. Pierwszy w punkcie zbornym pojawił się Madaliński, który rozbroił miejscowy oddział, jednak główne siły Székelyego maszerowały wówczas z Inowrocławia na Nową Wieś. W nocy z 28 na 29 września znajdujące się w Łabiszynie połączone kolumny Dąbrowskiego i Madalińskiego zostały ostrzelane przez artylerię pruską, jednak po opanowaniu zamieszania poprowadzono kontratak zakończony starciem na bagnety pod Wzgórzem Klasztornym i szarżą kawalerii poprowadzoną przez samego Dąbrowskiego. Po tym starciu Székely wycofał się za Brdę urządzając swój sztab w Bydgoszczy.
Gdy następnego dnia Dąbrowski dowiedział się, że Prusacy zlikwidowali posterunki otaczające Bydgoszcz, postanowił to miasto zdobyć. Po nieprzerwanym marszu, rankiem 3 października, korpus stanął pod Bydgoszczą. Po rozpoznaniu okazało się, że w mieście stacjonują jedynie trzy bataliony piechoty pod komendą samego Székelyego, podczas gdy trzon sił pruskich stacjonował za miastem. Dąbrowski rozkazał rozpoczęcie ostrzału, jednak gdy Prusacy nie odpowiedzieli ogniem, posłał emisariusza – mjr. Macieja Zabłockiego. Székely w odpowiedzi obrzucił Dąbrowskiego wiązanką obelg, zaś Zabłockiemu zagroził plutonem egzekucyjnym, jeśli jeszcze raz go zobaczy. Po takiej odpowiedzi Dąbrowski wydał połowie swojej piechoty rozkaz do ataku. Bydgoszcz została zdobyta po dwugodzinnej walce, w której zginęło 10, zostało rannych 50, a dostało się do niewoli 413 Prusaków (w tym 21 oficerów), podczas gdy Polacy stracili 23 rannych i 30 zabitych. Wśród pojmanych był sam Székely, którego od samosądu powstańczej piechoty, pamiętającej jego akcje pacyfikacyjne, uratował mjr Zabłocki. Székely zmarł wskutek odniesionych ran (podczas przechodzenia przez most na Brdzie kula armatnia urwała mu nogę) po czterech dniach. Po tym zwycięstwie Prusacy zaczęli wzmacniać obronę Torunia, Grudziądza, a nawet Gdańska (w istocie Dąbrowski chciał rozszerzyć powstanie na dolinę Noteci i Prusy Zachodnie). Jednak wydany przez Dąbrowskiego zakaz rabunku i nienałożenie na Bydgoszcz kontrybucji sprawiło, że korpus znalazł się na skraju buntu, którego głównym architektem był Madaliński. W krytycznej sytuacji Dąbrowski ugiął się przed żądaniami własnego sztabu i ruszył z 4 000 żołnierzy (reszta obsadziła zdobyte miasta) na umocniony Toruń, jednak wieści o wzmocnieniu załogi miasta i marszu armii pruskiej z Poznania sprawiły, że powrócono do Bydgoszczy, gdzie zaczęto przygotowywać się do przezimowania.

## Upadek powstania
Klęska pod Maciejowicami, pojmanie Kościuszki i stale napływające posiłki dla armii pruskiej, która maszerowała od strony Poznania, sprawiły, że zimowanie w Bydgoszczy przez korpus Dąbrowskiego stało się niemożliwe, gdyż groziło to odcięciem od głównych sił. Zdecydowano się na przejście w kierunku Włocławka i połączenie korpusu z pozostałymi siłami w centrum kraju. Następnie korpus połączył się z korpusem ks. Józefa Poniatowskiego, z którym przeszedł na prawy brzeg Bzury.
Pomimo opuszczenia Wielkopolski i Kujaw przez regularne oddziały, powstanie trwało nadal. Jeszcze 16 października władze w kraju zachęcały w swojej odezwie Wielkopolan do walki. Niektóre oddziały powstańcze, które wyszły wraz z korpusem Dąbrowskiego, walczyły u jego boku aż do upadku insurekcji kościuszkowskiej, a następnie, jak 1 000 kawalerzystów z okolic Wielunia i Sieradza, wróciły na teren zaboru, aby walczyć z Prusakami. Na Kujawach walczyły jeszcze duże oddziały: Ksawerego Dąbrowskiego (500 żołnierzy), płk. Wolskiego (300 żołnierzy) i płk. Sokołowskiego (200 żołnierzy). W Wielkopolsce walczono jeszcze w pobliżu Gniezna, Szubina, Grodziska Wielkopolskiego i Kościana. Dopiero 7 grudnia skapitulował oddział Ksawerego Łukomskiego, który walczył pod Książem Wielkopolskim, Środą Wielkopolską i Zaniemyślem. Wszelkie walki wygasły do połowy grudnia 1794, a jednym z ostatnich aktów powstania było aresztowanie pochodzącego z Wielkopolski, a przybywającego jako emisariusza, płk. Jana Kilińskiego.

## Podsumowanie
Pomimo klęski militarnej walki w zaborze pruskim przedłużyły nadzieje na zwycięstwo całej insurekcji, a sława i szacunek, jakie zdobył gen. Jan Henryk Dąbrowski, umożliwiły mu zorganizowanie zwycięskiego powstania w 1806 roku.